# 横浜南郵便局
横浜南郵便局（よこはまみなみゆうびんきょく）は神奈川県横浜市南区にある郵便局。民営化前の分類では集配普通郵便局であった。

## 概要
住所：〒232-8799 神奈川県横浜市南区井土ケ谷上町1-1

### 併設施設
- ゆうちょ銀行横浜南店（さいたま支店横浜南出張所）：取扱店番号026580

## 沿革
- 1977年（昭和52年）7月18日 - 横浜南郵便局として南区井土ケ谷上町に開局[1]。同日、横浜中郵便局から南区内の集配業務を移管[2]。
- 1998年（平成10年）9月1日 - 外国通貨の両替および旅行小切手の売買に関する業務取扱を開始。
- 2007年（平成19年）10月1日 - 民営化に伴い、併設された郵便事業横浜南支店、ゆうちょ銀行横浜南店に一部業務を移管。
- 2012年（平成24年）10月1日 - 日本郵便株式会社発足に伴い、郵便事業横浜南支店を横浜南郵便局に統合。

## 取扱内容

### 横浜南郵便局
- 郵便、印紙、ゆうパック、内容証明
- 生命保険、バイク自賠責保険、自動車保険、がん保険、引受条件緩和型医療保険
- 地方公共団体事務（横浜市バス利用券、横浜市電車利用券などの交付）
- 「232-00xx」区域（横浜市南区の全域）の集配業務
- ゆうゆう窓口

### ゆうちょ銀行横浜南店
- 貯金、貸付、為替、振替、振込、国際送金、外貨両替、トラベラーズチェック、国債、投資信託、変額年金保険
- ATM

## 周辺
- 横浜市立横浜商業高等学校
- 横浜市立井土ヶ谷小学校

## アクセス
- 京急本線 井土ヶ谷駅から徒歩約4分、横浜市営地下鉄ブルーライン 蒔田駅から徒歩約15分
- 横浜市営バス、神奈中バス 井土ヶ谷停留所下車
- 首都高狩場線 花之木出入口から西へ約1km
- 駐車場あり：9台